# Q-Collection Comic Book Preservation Project
Pour les articles homonymes, voir Comic book (homonymie).
Le Q-Collection Comic Cook Preservation Project est un projet à but non lucratif visant à préserver les comics des années 1930 aux années 1960, correspondant aux âges d'or et d'argent du comic book.
Pendant près de cinquante ans, les comic books ont été imprimés sur du papier acide, ils n'ont pas été pensés pour durer éternellement, ce qui explique la nécessité de ce projet. Pour ce faire, toutes les pages du livre sont découpées, si certaines parties sont manquantes, elles sont dupliquées et enfin, chaque page est plastifiée. Une fois toutes les pages plastifiées, le comics trouve sa place dans un classeur permettant à la fois la lecture et la protection de son contenu.

## Origine
En 2001, John Sindall achète un exemplaire sans couverture du New York World's Fair Comic de 1939. Il l'envoie à Matt Nelson, un restaurateur spécialisé en comic book qui lui avoue que l'exemplaire est trop fragile pour tenter toute restauration.
Les deux hommes commencent alors à débattre du destin de ces comics et c'est comme ça que naît le Q-Collection Comic Book Preservation Project, la lettre “Q” symbolisant la ville où vivait John lors de la naissance du projet: Quincy, Massachusetts.
Pendant cette première année, de nombreux comics essentiels ont été achetés à des prix abordables à différents revendeurs. Ils ont été choisis parce qu'ils sont les premiers numéros d'une série ou car ils présentent la première apparition d'un nouveau personnage. À ce jour, le projet réunit plus de 225 comics préservés.

## Conservation

### Plastification
Beaucoup ont échoué à préserver des œuvres en les plastifiant à cause de la présence d'acétate de cellulose dans le matériel servant à la plastification. Cependant, le polytéréphtalate d'éthylène (PET ou mylar) s'est montré être sans danger pour la préservation des comics. Ces feuilles de mylar ont une longue durée de vie et sont résistantes aux rayons UV.
Chaque page du comic book est ainsi fusionnée par la chaleur avec du mylar, protégeant ainsi les pages de toute agression mais en les laissant flexibles et lisibles.

### Classeurs du Q-Project
En 2010, John Sindall se penche vers Eli Cleveland afin de produire un prototype de classeur basé sur un des designs de John. Ces classeurs seront produits à partir de bois anciens et permettraient aux comics de tenir 10 000 ans,.
Dans chaque classeur, le lecteur pourra parcourir de trois à cinq comics avec un édito qui permettra de les séparer et d'inclure des informations sur la série dont est tiré le numéro, le numéro en question, comment et quand a été acheté l'exemplaire, son importance, sa valeur et des citations portant sur ledit numéro.
Les lecteurs pourront aussi admirer des bonus produits entre les années 1930 et 1970 tels que des couvertures originales, des papiers de chewing-gums à l'effigie d'un super-héros, des publicités, des jouets en papier ou même des cartes de membres.

## Comité consultatif
Sindall et Nelson ont tous les deux permis la naissance de ce projet en 2001. Un an plus tard, Chris Launder, un collectionneur expérimenté venant du Canada les rejoint en tant que premier conseiller. Nelson quitte le projet en 2005 à cause d'une importante charge de travail.
Après son départ, de nombreux conseillers se sont joints au projet jusqu'à atteindre le nombre de vingt-six. Parmi ceux-ci, on peut retrouver des artistes, des éditeurs, des dessinateurs, des écrivains, des historiens, des professeurs et des collectionneurs vivant en Amérique, en Europe, en Afrique, en Asie et en Océanie.

## Objectif du projet
La Bibliothèque du Congrès de Washington est le lieu de pré-destination de la collection étant donné qu'elle autoriserait l'accès du public aux comic books.
Sindall espère pouvoir exposer la collection au Concord Museum ou au National Heritage Museum en attendant de pouvoir trouver sa place définitive.